# Île Mitkof
L'île Mitkof est une île de l'archipel Alexandre, au sud-est de l'État de l'Alaska, aux États-Unis. Elle fait 28 km de longueur et de 16 km de largeur. C'est la trentième plus grande île des États-Unis.
Elle est relativement plate, avec de nombreuses fondrières de mousse. Son point le plus élevé est Crystal Mountain, qui fait 3 317 pieds (1 011 m) d'altitude.
La ville de Petersburg est située sur son  l'extrémité nord, elle héberge la majorité des habitants de l'île.
Le premier européen à avoir exploré l'île est James Johnstone (en), l'un des officiers de George Vancouver durant l'expédition de 1793. 